# Big Brother 2012
Big Brother 2012 var sjette sæson af Big Brother Danmark og havde premiere den 30. januar 2012 kl. 21:00 på Kanal 5. I sjette sæson kunne man følge med fra mobilen, på nettet, på tv og i radioen på Nova FM. Værten var Marie Egede.
I 2012 gjorde BB comeback i Danmark efter 7 års stilhed. BB2012 fik over halvdelen af de tabte seere tilbage til programmet. Sæson 6 af BB fik god medieopmærksomhed på internettet og i radio.

## Deltagere
- Thomas (Tomasen)
- Christian
- Louise
- Cathrine
- Guido
- Henrik (Hønse)
- Michael Melander
- Leslie
- Mette
- Denise
- Stine
- Alexander (Nexus)
- Line
- Amanda (Vinder af Big Brother 2012)
- Mads
- Umar
- Michella
- Patricia (Paten)
- Lasse (Las)
- Nikolai
- Louise Clifford (Cliff)

6. sæson blev vundet af Amanda.
Scoreboard
      – Videre: Personen blev ikke nomineret, og har sikret sig endnu en uge i huset.
      – Nomineret: Personen er nomineret til en afstemning blandt seerne om at blive i huset. Personen kan være nomineret på flere måder. Fx ved en afstemning blandt beboerne eller ved ikke at have klaret en opgave.
      – Andet: Kan muligvis betyde det samme som "Videre", men kan også betyde andre ting:
- Ankomst til huset: Personen er kommet ind i huset på et andet tidspunkt, end de andre

- Midlertidig beboer: Efter at Umar, Henrik, Cathrine og Patricia havde været på tur til det svenske Big Brother-hus, havde de den svenske beboer Annica med hjem. Efter hun havde været i huset i 8 dage, fik hun sin billet hjem til det svenske hus.

- Tilbage i huset: Efter at Amanda havde været ude af huset i 1 uge, vendte hun tilbage til huset efter, at Denise forlod huset.

- Diktator: 4 uger efter Melander forlod huset, fik han rollen som diktator i huset.

      – Er ikke i huset. Udstemt, har forladt huset eller ekskluderet.
| #  | Del-tager  | Uge 1                               | Uge 2                               | Uge 3                               | Uge 4                               | Uge 5                               | Uge 6                               | Uge 7                               | Uge 8                          | Uge 9                          | Uge 10                                         | Uge 11                                         | Uge 12                                         | Uge 13                                         | Uge 14                                         | Finaleuge                                      | Finaleuge                                      |                               |
| -- | ---------- | ----------------------------------- | ----------------------------------- | ----------------------------------- | ----------------------------------- | ----------------------------------- | ----------------------------------- | ----------------------------------- | ------------------------------ | ------------------------------ | ---------------------------------------------- | ---------------------------------------------- | ---------------------------------------------- | ---------------------------------------------- | ---------------------------------------------- | ---------------------------------------------- | ---------------------------------------------- | ----------------------------- |
| 1  | Amanda     | Nomineret                           | Nomineret                           | Videre                              | Videre                              | Videre                              | Nomineret                           | Udstemt (Uge 6)                     | Tilbage i huset                | Nomineret                      | Nomineret                                      | Nomineret                                      | Videre                                         | Nomineret                                      | Nomineret                                      | Final-ist                                      | vinder                                         |                               |
| 2  | Henrik     | Videre                              | Nomineret                           | Videre                              | Videre                              | Videre                              | Videre                              | Videre                              | Videre                         | Nomineret                      | Nomineret                                      | Videre                                         | Nomineret                                      | Videre                                         | Videre                                         | Final-ist                                      | nr. 2                                          |                               |
| 3  | Umar       | Videre                              | Videre                              | Nomineret                           | Videre                              | Nomineret                           | Videre                              | Videre                              | Videre                         | Videre                         | Videre                                         | Videre                                         | Videre                                         | Videre                                         | Videre                                         | Final-ist                                      | Udstemt (Uge 15)                               |                               |
| 4  | Alex-ander | Videre                              | Videre                              | Nomineret                           | Videre                              | Videre                              | Videre                              | Videre                              | Nomineret                      | Videre                         | Nomineret                                      | Nomineret                                      | Videre                                         | Videre                                         | Nomineret                                      | Udstemt (Uge 14)                               | Udstemt (Uge 14)                               |                               |
| 5  | Michella   | Videre                              | Videre                              | Videre                              | Videre                              | Videre                              | Videre                              | Nomineret                           | Nomineret                      | Videre                         | Videre                                         | Videre                                         | Videre                                         | Nomineret                                      | Udstemt (Uge 13)                               | Udstemt (Uge 13)                               | Udstemt (Uge 13)                               |                               |
| 6  | Thomas     | Videre                              | Videre                              | Videre                              | Videre                              | Videre                              | Videre                              | Videre                              | Videre                         | Videre                         | Videre                                         | Videre                                         | Nomineret                                      | Udstemt (Uge 12)                               | Udstemt (Uge 12)                               | Udstemt (Uge 12)                               | Udstemt (Uge 12)                               |                               |
| 7  | Cathrine   | Videre                              | Videre                              | Videre                              | Videre                              | Videre                              | Videre                              | Videre                              | Nomineret                      | Nomineret                      | Videre                                         | Nomineret                                      | Udstemt (Uge 11)                               | Udstemt (Uge 11)                               | Udstemt (Uge 11)                               | Udstemt (Uge 11)                               | Udstemt (Uge 11)                               |                               |
| 8  | Patricia   | Videre                              | Videre                              | Videre                              | Videre                              | Videre                              | Videre                              | Videre                              | Videre                         | Videre                         | Nomineret                                      | Udstemt (Uge 10)                               | Udstemt (Uge 10)                               | Udstemt (Uge 10)                               | Udstemt (Uge 10)                               | Udstemt (Uge 10)                               | Udstemt (Uge 10)                               |                               |
| 9  | Guido      | Videre                              | Videre                              | Videre                              | Videre                              | Videre                              | Videre                              | Videre                              | Videre                         | Nomineret                      | Udstemt (Uge 9)                                | Udstemt (Uge 9)                                | Udstemt (Uge 9)                                | Udstemt (Uge 9)                                | Udstemt (Uge 9)                                | Udstemt (Uge 9)                                | Udstemt (Uge 9)                                |                               |
|    | Annica     | Deltager i Big Brother 2012 Sverige | Deltager i Big Brother 2012 Sverige | Deltager i Big Brother 2012 Sverige | Deltager i Big Brother 2012 Sverige | Deltager i Big Brother 2012 Sverige | Deltager i Big Brother 2012 Sverige | Deltager i Big Brother 2012 Sverige | Midlertidig beboer             | Midlertidig beboer             | Hjemrejst til Big Brother 2012 Sverige (Uge 9) | Hjemrejst til Big Brother 2012 Sverige (Uge 9) | Hjemrejst til Big Brother 2012 Sverige (Uge 9) | Hjemrejst til Big Brother 2012 Sverige (Uge 9) | Hjemrejst til Big Brother 2012 Sverige (Uge 9) | Hjemrejst til Big Brother 2012 Sverige (Uge 9) | Hjemrejst til Big Brother 2012 Sverige (Uge 9) |                               |
| 10 | Mette      | Ikke i huset                        | Ikke i huset                        | Ikke i huset                        | Ikke i huset                        | Ankomst til huset                   | Videre                              | Videre                              | Nomineret                      | Udstemt (Uge 8)                | Udstemt (Uge 8)                                | Udstemt (Uge 8)                                | Udstemt (Uge 8)                                | Udstemt (Uge 8)                                | Udstemt (Uge 8)                                | Udstemt (Uge 8)                                | Udstemt (Uge 8)                                |                               |
| 11 | Mads       | Videre                              | Nomineret                           | Videre                              | Videre                              | Videre                              | Nomineret                           | Nomineret                           | Udstemt (Uge 7)                | Udstemt (Uge 7)                | Udstemt (Uge 7)                                | Udstemt (Uge 7)                                | Udstemt (Uge 7)                                | Udstemt (Uge 7)                                | Udstemt (Uge 7)                                | Gæst                                           |                                                |                               |
| 12 | Denise     | Ikke i huset                        | Ikke i huset                        | Ikke i huset                        | Ikke i huset                        | Ankomst til huset                   | Videre                              | Videre                              | Forlod huset i utide4 (Uge 7)  | Forlod huset i utide4 (Uge 7)  | Forlod huset i utide4 (Uge 7)                  | Forlod huset i utide4 (Uge 7)                  | Forlod huset i utide4 (Uge 7)                  | Forlod huset i utide4 (Uge 7)                  | Forlod huset i utide4 (Uge 7)                  | Forlod huset i utide4 (Uge 7)                  | Forlod huset i utide4 (Uge 7)                  | Forlod huset i utide4 (Uge 7) |
| 13 | Christ-ian | Videre                              | Videre                              | Videre                              | Videre                              | Nomineret                           | Udstemt (Uge 5)                     | Udstemt (Uge 5)                     | Udstemt (Uge 5)                | Udstemt (Uge 5)                | Udstemt (Uge 5)                                | Udstemt (Uge 5)                                | Udstemt (Uge 5)                                | Udstemt (Uge 5)                                | Udstemt (Uge 5)                                | Udstemt (Uge 5)                                | Udstemt (Uge 5)                                |                               |
| 14 | Me-lander  | Videre                              | Videre                              | Videre                              | Nomineret                           | Nomineret                           | Forlod huset i utide3 (Uge 5)       | Forlod huset i utide3 (Uge 5)       | Forlod huset i utide3 (Uge 5)  | Diktator                       |                                                |                                                |                                                |                                                |                                                |                                                |                                                |                               |
| 15 | Clifford   | Ankomst til huset                   | Videre                              | Videre                              | Videre                              | Videre                              | Ekskluderet2 (Uge 5)                | Ekskluderet2 (Uge 5)                | Ekskluderet2 (Uge 5)           | Ekskluderet2 (Uge 5)           | Ekskluderet2 (Uge 5)                           | Ekskluderet2 (Uge 5)                           | Ekskluderet2 (Uge 5)                           | Ekskluderet2 (Uge 5)                           | Ekskluderet2 (Uge 5)                           | Ekskluderet2 (Uge 5)                           | Ekskluderet2 (Uge 5)                           |                               |
| 16 | Lasse      | Ankomst til huset                   | Videre                              | Videre                              | Nomineret                           | Udstemt (Uge 4)                     | Udstemt (Uge 4)                     | Udstemt (Uge 4)                     | Udstemt (Uge 4)                | Udstemt (Uge 4)                | Udstemt (Uge 4)                                | Udstemt (Uge 4)                                | Udstemt (Uge 4)                                | Udstemt (Uge 4)                                | Udstemt (Uge 4)                                | Udstemt (Uge 4)                                | Udstemt (Uge 4)                                |                               |
| 17 | Stine      | Videre                              | Videre                              | Nomineret                           | Udstemt (Uge 3)                     | Udstemt (Uge 3)                     | Udstemt (Uge 3)                     | Udstemt (Uge 3)                     | Udstemt (Uge 3)                | Udstemt (Uge 3)                | Udstemt (Uge 3)                                | Udstemt (Uge 3)                                | Udstemt (Uge 3)                                | Udstemt (Uge 3)                                | Udstemt (Uge 3)                                | Udstemt (Uge 3)                                | Udstemt (Uge 3)                                |                               |
| 18 | Line       | Videre                              | Nomineret                           | Udstemt (Uge 2)                     | Udstemt (Uge 2)                     | Udstemt (Uge 2)                     | Udstemt (Uge 2)                     | Udstemt (Uge 2)                     | Udstemt (Uge 2)                | Udstemt (Uge 2)                | Udstemt (Uge 2)                                | Udstemt (Uge 2)                                | Udstemt (Uge 2)                                | Udstemt (Uge 2)                                | Udstemt (Uge 2)                                | Udstemt (Uge 2)                                | Udstemt (Uge 2)                                |                               |
| 19 | Louise     | Nomineret                           | Udstemt (Uge 1)                     | Udstemt (Uge 1)                     | Udstemt (Uge 1)                     | Udstemt (Uge 1)                     | Udstemt (Uge 1)                     | Udstemt (Uge 1)                     | Udstemt (Uge 1)                | Udstemt (Uge 1)                | Udstemt (Uge 1)                                | Udstemt (Uge 1)                                | Udstemt (Uge 1)                                | Udstemt (Uge 1)                                | Udstemt (Uge 1)                                | Udstemt (Uge 1)                                | Udstemt (Uge 1)                                |                               |
| 20 | Nicolai    | Ikke valgt ind i huset (Uge 1)      | Ikke valgt ind i huset (Uge 1)      | Ikke valgt ind i huset (Uge 1)      | Ikke valgt ind i huset (Uge 1)      | Ikke valgt ind i huset (Uge 1)      | Ikke valgt ind i huset (Uge 1)      | Ikke valgt ind i huset (Uge 1)      | Ikke valgt ind i huset (Uge 1) | Ikke valgt ind i huset (Uge 1) | Ikke valgt ind i huset (Uge 1)                 | Ikke valgt ind i huset (Uge 1)                 | Ikke valgt ind i huset (Uge 1)                 | Ikke valgt ind i huset (Uge 1)                 | Ikke valgt ind i huset (Uge 1)                 | Ikke valgt ind i huset (Uge 1)                 | Ikke valgt ind i huset (Uge 1)                 |                               |
| 21 | Lesley     | Nomineret                           | Forlod huset i utide1 (Uge 1)       | Forlod huset i utide1 (Uge 1)       | Forlod huset i utide1 (Uge 1)       | Forlod huset i utide1 (Uge 1)       | Forlod huset i utide1 (Uge 1)       | Forlod huset i utide1 (Uge 1)       | Forlod huset i utide1 (Uge 1)  | Forlod huset i utide1 (Uge 1)  | Forlod huset i utide1 (Uge 1)                  | Forlod huset i utide1 (Uge 1)                  | Forlod huset i utide1 (Uge 1)                  | Forlod huset i utide1 (Uge 1)                  | Forlod huset i utide1 (Uge 1)                  | Forlod huset i utide1 (Uge 1)                  | Forlod huset i utide1 (Uge 1)                  |                               |
|    |            |                                     |                                     |                                     |                                     |                                     |                                     |                                     |                                |                                |                                                |                                                |                                                |                                                |                                                |                                                |                                                |                               |
|    | Ugens tema | over-raskende                       | Ja-ugen                             | Kærlig-heds-uge                     | Drengene efter pigerne              | Ignorér-uge                         | Min nye bedste ven-uge              | Svensk uge – Fisken styrer!         | Vikinge-uge                    | Diktator-uge                   | Russisk roulette-uge                           | Himmel eller Helvede-uge                       | Terninge-uge                                   | The best of Big Brother-uge                    | Seernes uge                                    | Finale-uge                                     |                                                |                               |

- ↑1 Lesley valgte at forlade huset efter hun var blevet informeret om, at hendes søster havde været involveret i en bilulykke.[1]
- ↑2 Clifford blev ekskluderet fra Big Brother-huset efter hun havde slået Melander under et skænderi.[2]
- ↑3 Melander valgte frivilligt at forlade huset efter at være blevet overfaldet af Clifford.[3]
- ↑4 Denise blev af produktionsholdet taget ud af huset efter flere dage med smerter i brystet og en akut indlæggelse.[4]